# Conocara macropterum
Conocara macropterum är en fiskart som först beskrevs av Vaillant, 1888.  Conocara macropterum ingår i släktet Conocara och familjen Alepocephalidae. Inga underarter finns listade i Catalogue of Life.